# Apache Tomcat
Apache Tomcat is een opensource-webcontainer ontwikkeld door de Apache Software Foundation (ASF). Tomcat voert servlets en JavaServer-pagina's uit, het verzorgt de communicatie tussen JSP-pagina's en een webserver. Het voegt hulpmiddelen voor configuratie en beheer toe maar kan ook worden geconfigureerd door configuratiebestanden die XML-geformatteerd zijn. Tomcat heeft zelf een HTTP-server aan boord.

## Werking
Tomcat ondersteunt servlets en JSP's. De Tomcat-servletmotor wordt vaak gebruikt in combinatie met de HTTP-server Apache of andere webservers, maar Tomcat kan ook als onafhankelijke webserver functioneren.
Vroeger in zijn ontwikkeling werd aangenomen dat standalone Tomcat voor ontwikkelomgevingen en andere milieus met minimale eisen ten aanzien van snelheid en transactie behandeling geschikt was. Dit geldt nochtans niet meer: Tomcat wordt meer en meer gebruikt als standalone webserver op sites die veel verkeer genereren. Tomcat is cross-platform, draaiend op elk systeem dat Java ondersteunt.